# Håkan Algotsson (Algotssönernas ätt)
Håkan Algotsson (Algotssönernas ätt), död mellan 1371–1380, var en svensk riddare och häradshövding.

## Biografi
Håkan Algotsson (Algotssönernas ätt) var son till riddaren Algot Magnusson (Algotssönernas ätt) och Mekthild Lydersdotter (van Kyren). Han nämns första gången 4 juli 1360 och blev mellan 1364–1365 riddare. Håkan Algotsson var 1370 häradshövding i Göstrings härad. Han avled mellan 1371–1380.

### Egendom
Håkan Algotsson ägde bland annat gods i Danderyds skeppslag i Uppland, i Södra Möre härad i Småland, i Dals härad och Finspångaläns härad i Österförland och Vadsbo härad och Ås härad i Västergötland, samt delat i fisket vid Sidön i Breviks socken.

### Familj
Håkan Algotsson var gift med Ramborg Karsldotter (Oxhuvud), dotter till riddaren Karl Bengtsson (Oxhuvud). Hon var änka efter riddaren Sigge Magnusson (Vinstorpaätten, Håkan Tunassons ätt). De fick tillsammans barnen Ingeborg Håkandsdotter och ett okänt barn.